# 17003 Poojanpandya
17003 Poojanpandya este o planetă minoră (asteroid) din centura de asteroizi. A fost descoperită pe 10 februarie 1999 la Experimental Test Site⁠(d) de Lincoln Near-Earth Asteroid Research. 
Obiectul prezintă o orbită caracterizată de o semiaxă mare de 2,6001127 UAi, o excentricitate de 0,09, o înclinație de 14,91968 ° în raport cu ecliptica.